# Luodis
Il lago Luodis è il sesto lago più grande della Lituania, situato nella parte nordorientale del Paese, nel distretto di Zarasai, 12 km a ovest di Visaginas.
Si trova nel parco regionale di Gražutė: la costa orientale è vicina al confine amministrativo con il distretto di Ignalina.

## Nome
Secondo Kazimieras Būgos, il nome del lago deriverebbe dal termine in lingua estone lot o da quello lingua livone luod ("ovale"). A sostegno di tale ipotesi, lo studioso sosteneva la presenza di laghi con un nome simile in Estonia (loodi järv). 

## Descrizione
La lunghezza del lago da nord-est a sud-ovest è di 6,32 km e la larghezza è di 4,73 km. La profondità del lago è 18,4 m. Ci sono 2 grandi isole (la più grande è di 10 ettari) e altre 4 isolette minori. La superficie totale delle isole è di 18,45 ettari. Il litorale (la cui lunghezza con la costa delle isole è di 33,43 km), è tortuoso, con coste ripide e ampie baie nella parte meridionale e settentrionale, a differenza di una lunga e stretta a sud-est. Lo specchio d’acqua occupa un bacino idrografico di origine glaciale. 
Lungo le isole il lago è molto poco profondo (circa 1-1,5 m). Il fondale è ricoperto di sapropel, sabbia e torba. Raramente vi è ghiaia.
Sulla costa occidentale si trova Salakas, oltre ad una decina di centri abitati minori.

## Flora e fauna

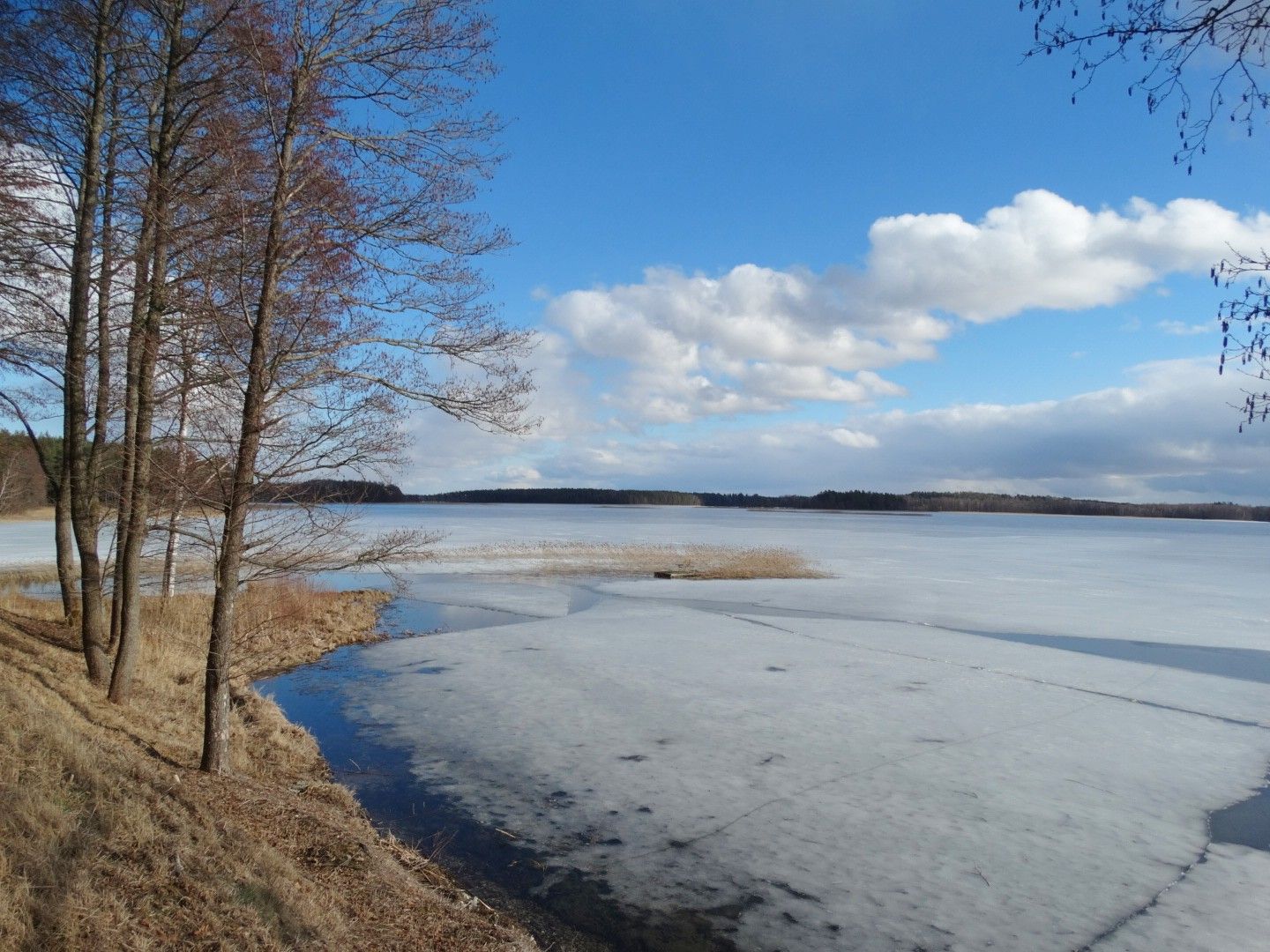
Lago ghiacciato in inverno

Il lago è spesso circondato da giunchi, canneti e ninfee nelle baie, specie sul lato meridionale ed orientale maurabags ed elodates nella baia sud-orientale. Tutti i lati del lago sono circondati da diverse foreste. Sulla costa meridionale, si estendono invece prati erbosi.
Nello specchio d’acqua vivono lucci (specie nelle profondità del lago) e abramidi comuni (specie presso le isole). Sono presenti anche gardon e scardole.